# Nathan Beauregard
Nathan Beauregard, mit eigentlichem Namen Nathan Bogard, (* 1887, 1893 oder 1896 in Colbert, Mississippi; † 15. Mai 1970 in Memphis, Tennessee) war ein US-amerikanischer Blues-Gitarrist und Sänger.

## Leben und Wirken
Von Geburt an blind, hat er bereits früh als Musiker gewirkt, wobei er sich zunächst auf dem Banjo begleitete, später dann auf der Gitarre. Sein Repertoire bestand wie bei vielen seiner 'Altersgenossen' zunächst aus Songs der Vor-Blues-Ära sowie Tanzstücken wie Spoonful und Pretty Bunch of Daisies. Im Zuge der „race recordings“ der 1920er Jahre hat er miterlebt, wie manch anderer Bluesmusiker mit weniger Talent eine Karriere mit Plattenaufnahmen gemacht hat, während er selbst keine Gelegenheit hierzu bekam.
Im Zuge des Folk- und Blues-Revival der 1960er Jahre von Bill Barth in Memphis aufgefunden und dazu überredet, wieder als Musiker tätig zu werden, spielte er in der kurzen Zeit zwischen seiner 'Entdeckung' im Jahre 1968 bis zu seinem Tod 1970 auf einigen Folk- und Blues-Festivals (z. B. auf dem auch auf Schallplatte dokumentierten 1968er Memphis Country Blues Festival) sowie auf einigen Plattensamplern der Label Blue Thumb, Arhoolie und Adelphi.